# Senés de Alcubierre
Senés de Alcubierre (aragónul Senés d'Alcubierre) község Spanyolországban, Huesca tartományban. Senés de Alcubierre Almuniente, Robres és Torralba de Aragón községekkel határos. Lakosainak száma 52 fő (2024).

## Népesség
A település népessége az utóbbi években az alábbiak szerint változott:
| Lakosok száma | 62   | 50   | 58   | 60   | 53   | 52   | 42   | 41   | 46   | 52   |
|               | 2001 | 2004 | 2007 | 2009 | 2012 | 2014 | 2017 | 2019 | 2022 | 2024 |